# Libnotes charmosyne
Libnotes charmosyne är en tvåvingeart som först beskrevs av Alexander 1958.  Libnotes charmosyne ingår i släktet Libnotes och familjen småharkrankar. Inga underarter finns listade i Catalogue of Life.